# A102 (België)
De A102 is een kort, ontworpen maar nog niet aangelegd, stuk autosnelweg tussen de A13/E313 ter hoogte van Wommelgem (51° 13′ NB, 4° 30′ OL) en de R1 ter hoogte van het knooppunt Antwerpen-Noord (51° 16′ NB, 4° 26′ OL). Deze snelweg werd gepland met als doel de E313 tussen Wommelgem en Antwerpen, het knooppunt Antwerpen-Oost en de R1 ter hoogte van het Antwerpse Sportpaleis te ontlasten.

## Plannen voor 2000
De weg maakte oorspronkelijk deel uit van een geplande grote ringweg rond Antwerpen (R2). Met uitzondering van het deel tussen de A12 en de A11/E34 doorheen de Antwerpse haven werd deze ringweg nooit aangelegd. Toen in 1973 in de plannen het oostelijke gedeelte van deze ring wat in oostelijke richting werd verschoven, bleef dit stuk snelweg wel nog een tijdje weerhouden als noodzakelijke bypass en kreeg het het nummer A102.
In 1997 werd een nota uitgebracht die de basis zou vormen voor het Masterplan Antwerpen. In die nota werd de bouw van de A102 omschreven als W2 en als technisch realiseerbaar beschouwd. De studie stelde ook vast dat tot 61.000 voertuigen per etmaal van de verbinding gebruik zouden maken. Gelijktijdig zou dit zorgen voor een afname van het verkeer met 32.000 voertuigen op de R1 ter hoogte van het Sportpaleis. Een verbinding met de R11 werd in de studie afgewezen. Dit zou een te grote aanzuiging teweegbrengen via de R11, die daarvoor niet geschikt is.
In november 1998 meldde de Vlaamse administratie dat de aanleg van de snelweg zal gebeuren indien blijkt dat de prioritaire onderdelen van het Antwerpse masterplan, waaronder de Oosterweelverbinding, de congestie op de R1 en zijn toegangswegen niet kunnen oplossen.

## Plannen van 2000 tot 2010
Het wegvak is in 2003 door de Vlaamse regering opgenomen als een van de 25 missing links opgesomd in het Mobiliteitsplan Vlaanderen. De missing links zijn werken die de Vlaamse overheid wil realiseren omdat ze de capaciteit van het wegennet verbeteren en het gemak van de weggebruiker verhogen. Tal van belangenverenigingen zoals Unizo, de Belgische wegenvereniging, het Vlaams Economisch Verbond en FEBIAC dringen aan op de realisatie van deze verbinding.
In het Ruimtelijk Structuurplan Vlaanderen (RSV) uit 2004 is dit wegvak geselecteerd als hoofdweg, wat betekent dat ze van internationaal belang zal zijn. Aanvullend zal dit wegvak gebruikt worden voor het verbinden op Vlaams niveau. Als gevolg daarvan kan de A102 enkel verbonden worden met de E34, de A12, de E19 en de R1. Tussenliggende lokale aansluitingen zijn op hoofdwegen niet toegestaan. Het structuurplan houdt ook rekening met de aanleg van een tweede spoorontsluiting voor de haven van Antwerpen op hetzelfde tracé.
In augustus 2009 merkte de Beheersmaatschappij Antwerpen Mobiel (BAM) op in haar kritiek op het Arup-/Sumtracé dat dit voorstel de aanleg van de A102 noodzakelijk zou maken. Actiegroep Antwerpen Hogerop raadde daarom aan bij de volksraadpleging op 18 oktober voor het viaduct te stemmen. In het actualiteitsdebat op 22 oktober 2009 in het Vlaams Parlement over de gevolgen van de volksraadpleging beaamde Ludwig Caluwé (CD&V) dat dit alternatief voor het BAM-tracé de aanleg van de A102 noodzakelijk maakt, waardoor het laatste stukje groen in Merksem zou verdwijnen en Merksem en Deurne-Noord gekneld zouden zitten in een vierkant van autowegen.

## Plannen na 2010
Op 30 maart 2010 maakte de Vlaamse regering bekend dat de toekomstige aanleg van de A102 te beschouwen is als een noodzakelijk nieuw prioritair project in aanvulling op het oorspronkelijk Masterplan Mobiliteit Antwerpen. Het zou namelijk een deel van het doorgaand verkeer afleiden van de R1. De gecombineerde aanleg van de A102 met een tweede spoorontsluiting zal onderzocht worden en desgevallend aangegrepen worden. In de persmededeling van de Vlaamse Regering werd verduidelijkt dat de A102 onder het maaiveld zou aangelegd worden. Volgens Ludwig Caluwé (CD&V) is dit te begrijpen als een ondergrondse aanleg. Het studiebureau Transport & Mobility Leuven becijferde dat deze verbinding in combinatie met de Oosterweelverbinding 1.460 wagens per uur zou aantrekken in de ochtendspits.
De Vlaamse regering besliste op 22 september 2010 dat de bouw van de verbinding wordt uitgesteld in de tijd tot minstens na de bouw van het BAM-tracé in tunnelvorm omwille van de hoge kostprijs (3,05 miljard euro) van de Oosterweelverbinding. De afwerking van de A102 (700 miljoen euro à 1 miljard euro) als nieuw prioritair project in aanvulling op het oorspronkelijk Masterplan Mobiliteit Antwerpen werd hierdoor uitgesteld tot 2024.